# 普氏細棘鰕虎魚
普氏細棘鰕虎魚，为輻鰭魚綱鰕虎鱼目鰕虎鱼亚目鰕虎魚科的其中一種，分布於西北太平洋區，包括俄羅斯遠東地區、日本、韓國、朝鮮、中國及台灣等海域，棲息在河口及沿岸的沙泥底質淺水處，體長可達12公分。

## 扩展阅读
維基物種上的相關：普氏細棘鰕虎魚